# Teatro Munizione

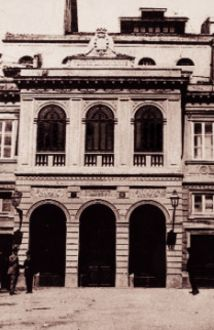
Teatro Munizione

Das Teatro Munizione („Theater der Munition“) war ein städtisches Theater in der sizilianischen Stadt Messina.

## Geschichte
Seit 1827  richtete der Senat von Messina an die  bourbonische Krone die Bitte (da molti anni deplorandone il difetto, […] un teatro condegno alle fiorenti condizioni sue), „seit vielen Jahren die Mängel beweinend, […] ein Theater, das den Anforderungen gemäß wäre“.
Aber aus finanziellen Gründen schien dies nicht möglich gewesen zu sein.
Zuerst dachte man daran, das alte Teatro della Munizione anzupassen. (Es wurde so genannt, weil das Theater einst in einem großen Saal eingerichtet wurde, der früher einmal Waffen und Munition beherbergt hatte, also ein Zeughaus war).
Aber sehr bald verabschiedete man sich von diesem Gedanken und ging daran, dieses Gebäude abzureißen, um auf dem gleichen Gelände ein neues Theater zu errichten, das den gleichen Namen tragen sollte.

## Gebäude
Obwohl zuerst Andrea Arena und Antonio Tardì, die bekanntesten Architekten Messinas dieser Zeit, mit diesem Plan beauftragt wurden, ging man dazu über, einen öffentlichen Wettbewerb für dieses Theater auszuschreiben, zu dem alle Architekten des damaligen “Regno delle due Sicilie” geladen wurden, um einen Entwurf zu bringen. Den Wettbewerb gewann der Neapolitaner Pietro Valente mit dem Entwurf eines klassizistischen Gebäudes.